# ゆふ丸
ゆふ丸は、関西汽船が運航していたフェリー。

## 概要
関西汽船のフェリー化第一船として波止浜造船で建造され、1971年3月に別府航路に就航した。「あいぼり丸」「こばると丸」に準じた居住区、乗用車50台程度の車両積載能力、既存の客船バースへの発着可能などを基本方針として設計。
就航時の船名は、ゆふだったが、1972年3月にゆふ丸と改名された。
1983年6月、来島どっくから用船したクイーンコーラル2の就航により、予備船となる。
1988年、スエヒロマリンサービスに売却された。レストラン船に改装され、スエヒロVIIとして就航する予定であったが、計画は頓挫した。
1991年、ギリシャのVergina Ferriesに売却され、VERGINA CITYとなった。
1992年、クルーズ客船への大規模な改造を受け、CRETA SKYとして就航した。
1993年、VERGINA SKYへ船名を変更、1999年以降はエレウシスで係船された。
2004年、スクラップとして売却され、トルコのアリアガに回航され解体された。

### 航路
関西汽船
- 大阪港（弁天埠頭） - 神戸港（中突堤） - 松山港 - 別府港

## 設計
車両は乗用車のみ搭載可能で、トラック・バス類の積載も検討されたもののトラック類は別府航路の属性を考慮して貨物船への積載に振り替える事とし、バス類は船舶の大きさ制限や船側からの自走による出入りが必要なため見送られ、「ガレージ付き客船」とも揶揄された。
後に建造されたまや丸は同型船であるが、航海船橋甲板の設備が異なり、本船はレストラン、スナックが配置されていたのに対して、ゆふ丸はカフェテリア、バーラウンジとなっていた。

## 船内
船内は「人間尊重と若い世代にアピールするデザイン」を基本方針とした。

### 船室
- 一等室（128名）[2]
- 特二等室（112名）[2]
- 二等室（1,031名）[2]

### 設備
パブリックスペース
- エントランス
- 展望室

供食・物販設備
- レストラン - 北野クラブが調理を担当[4]。
- スナック
- 売店

入浴設備
- 浴室

娯楽設備
- ゲームコーナー